# 克魯克
50°41′14″N 28°19′28″E / 50.68722°N 28.32444°E
克魯克（烏克蘭語：Крук），是烏克蘭北部的村莊，隸屬日托米爾州的日托米爾區。該村始建於1900年，面積1.58平方公里，2001年人口120，人口密度每平方公里75.95人。